# 通往社会主义的民主道路
通往社会主义的民主道路（英語：Democratic road to socialism）是一种源于马克思主义和民主社会主义的政治哲学，主张通过代议民主以及建立有组织的工人阶级群众运动，从资本主义过渡到社会主义。
尼科斯·普兰查斯通常被认为是最早正式提出“通往社会主义的民主道路”这一术语的人。在他看来，这一路径是一种民主社会主义形式，既承诺维护多元的代议民主，又主张扩展参与式民主。他认为政治自由是自由民主制度中“人民斗争的成果”，但也指出自由民主制度有助于再生产资本主义国家体制。因此，他主张建设一种具有马克思主义和社会主义特色的民主制度，包括强大的工会、地方人民大会以及社会主义社群组织，从而实现对国家的根本性改造。与此同时，代议制民主制度应当作为民主社会主义的基本条件，用于调节如工人委员会等去中心化治理模式，以便工人阶级能够集体掌握治理复杂社会主义社会所需的政治权力和技术知识。
一些学者、活动家和政治评论员也将“通往社会主义的民主道路”一词用于描述智利的“通往社会主义的智利道路”以及萨尔瓦多·阿连德的总统任期。尽管阿连德本人以及他所代表的“人民团结”联盟和智利社会党中的温和派从未正式采用这一术语，但由于其政府坚持马克思主义、维护代议制民主、推动逐步的社会主义过渡，以及开展更广泛的社会运动政治，人们普遍认为1970年—1973年的智利经验体现了民主道路社会主义的实践。
通往社会主义的民主道路不同于右翼的渐进社会主义，如爱德华·伯恩施坦所倡导的那种主要依靠自由民主制度下的议会改革，逐步通过国家实现社会主义的方式；同时，它也有别于左翼的革命社会主义，后者认为资本主义只能通过非改良的方式被彻底推翻，不认为通过改造自由主义国家是通向社会主义民主的可行之路。
一些社会主义政治人物，如玻利维亚副总统阿尔瓦罗·加西亚·利内拉，以及一些组织，如“美国民主社会主义者”组织中的“面包和玫瑰”派和“社会主义多数”派，也支持通往社会主义的民主道路。这一路径也影响了欧洲共产主义的发展，以及一些政党的意识形态演变，例如希腊激进左翼联盟。此外，一些学者认为，卡尔·马克思和弗里德里希·恩格斯在后期著作中逐渐对“自上而下的革命”持怀疑态度，转而支持一种和平的、民主的社会主义道路。